# Suzanna Andler
Suzanna Andler (bra: Suzanna Andler: Sob o Sol da Riviera; prt: Suzanna Andler) é um filme dirigido por Benoît Jacquot lançado mundialmente em 2021 no Festival Internacional de Cinema de Roterdã. É uma adaptação da peça homônima de Marguerite Duras, sobre uma mulher que, inconformada com o casamento com seu marido rico e infiel nos anos 1960, decide ir pra uma casa de praia com seu amante.
No Brasil, foi lançado pela Elite Filmes em formato digital em 25 de agosto de 2022.

## Elenco
- Charlotte Gainsbourg - Suzanna Andler
- Niels Schneider - Michel
- Nathan Willcocks - Rivière
- Julia Roy - Monique
- Sandrine Rivet - Marie-Louise (voz)

## Recepção
Na França, o filme tem uma nota média de 3.4/5 no AlloCiné calculada a partir de 19 resenhas da imprensa.